# Les Choses humaines
Cet article concerne le roman. Pour le film, voir Les Choses humaines (film).
Les Choses humaines est un roman de Karine Tuil paru le 22 août 2019 aux éditions Gallimard et ayant reçu le prix Interallié et le prix Goncourt des lycéens la même année.

## Historique du livre

### Écriture du roman
Le roman est inspiré d'un fait divers américain, l'affaire d'une accusation de viol sur un campus de Stanford qui s'est déroulée en 2016,. Brock Turner, un étudiant de la prestigieuse université américaine, avait violé une femme inconsciente de 23 ans, le 18 janvier 2015. Il avait été reconnu coupable en mars puis condamné le 2 juin. Il risquait jusqu’à 7 ans de prison ferme mais n'avait été condamné qu’à 6 mois car d’après le juge Aaron Persky, une peine de prison aurait eu un impact trop sévère sur l’étudiant. Une pétition contre le juge, une lettre du père de Brock Turner ainsi qu’un texte de la victime (exprimant ses sentiments) ont découlé de la décision juridique et ont marqué le début d’un scandale.
Karine Tuil affirme avoir discuté de l’affaire avec des avocats, avant d’assister à des procès pour viol aux assises de Paris. Ce « laboratoire » deviendra le terreau de ce roman.

### Prix littéraires et ventes
Sélectionné dans les premières listes du prix Goncourt et du prix Femina, le livre est finaliste de la sélection du prix Interallié 2019 qu'il reçoit le 13 novembre 2019 au premier tour de scrutin par cinq voix contre trois à L'Île du dernier homme de Bruno de Cessole et deux à Où vont les fils ? d'Olivier Frébourg,,. Le journal Libération note qu'elle est, cette année-là, la seule femme lauréate de l'un des six grands prix littéraires de la rentrée. Son prix lui est remis le jour même au restaurant Lasserre lors d'une réception durant laquelle les jurés déclarent qu'il s'agit avec ce onzième roman d'une « œuvre patiemment bâtie depuis de longues années ». Le lendemain, 14 novembre, le roman reçoit également le prix Goncourt des lycéens dès le premier tour par sept voix, contre cinq à Mur Méditerranée de l'écrivain haïtien Louis-Philippe Dalembert,.
Avant l'obtention de ces prix, le roman avait déjà été vendu à 34 000 exemplaires.

## Résumé
Jean Farel, journaliste émérite, et Claire Farel, femme reconnue pour ses engagements féministes, ont un fils, Alexandre, étudiant prestigieux qui s’apprête à partir étudier à Stanford. Cependant, tout bascule quand Alexandre se retrouve accusé de viol par Mila, fille du nouveau compagnon de Claire. Tout se stoppe autant dans la sphère privée des familles que dans la sphère publique, avec les médias relatant l'affaire.
Jean Farel invite sa famille, amis et collègues à sa cérémonie de décoration par le président, à l'Élysée, à l'été 2016. Dans l'heure qui précède, un article à charge paraît contre lui dans le journal où travaille son amante, Françoise, et un message l'avertit que cette dernière est hospitalisée après une tentative de suicide.
Jean est agressé par deux motards. La soirée où Alexandre a été chargé par sa mère (et son nouvel ami, Adam) d'escorter Mila se termine par leur séparation. Presque au réveil, l'appartement paternel où Alexandre réside seul est perquisitionné sur la base d'une plainte pour viol. Alors qu'il se prépare à regagner Stanford, Alexandre est arrêté. L'avocat commis d'office, Me Arthur Célérier, est préféré au célèbre et talentueux Bruno Cancel, avocat fourni par son père.
En 2018, Jean (divorcé de Claire, compagnon de Quitterie et père de leur fille Anita) et Claire (séparée de Jean et d'Adam et occupée uniquement par son fils) sont réunis pour le procès, dans une atmosphère #balancetonporc post-Weinstein. Mila est défendue par Me Denis Rozenberg et Me Juliette Ferré, au procès dirigé par Année Collet. L'unique témoin de dernière minute est Kamel Alaoui.

## Personnages
- Alexandre, fils de Claire et Jean Farel, 21 ans, ingénieur de Polytechnique, étudiant à l'université Stanford
- Claire, 44 ans, fille de Dan Davis et Marie Coulier, journaliste
- Jean Farel, 70 ans, a une fille : Anita Farel (de lui et Quitterie ), frère de Léo (et Gilbert et Paulo), présentateur et/ou animateur et/ou interviewer, 40 ans d'antenne (radio et télévision), dont 30 ans de l'émission Le Grand O(ral),
- Françoise Merle, 68 ans, compagne de 18 ans de Jean
- Mila, 18 ans, fille de Valérie et Adam, sœur aînée de Noa
- Adam Wizman, 42 ans, professeur de français dans une école juive du 93
- Valérie Berdah, devenue ensuite Sarah, prothésiste dentaire

## Accueil critique
Adrien Corbeel pour la RTBF évoque un « portrait ambigu de notre société ».
Les critiques sur ce roman divisent les avis.
Certains le trouvent particulièrement intéressant dans sa peinture de la société actuelle. Valérie de Swetschin qualifie ce livre de « radiographie de notre époque », qui dérange tout en étant essentiel. Dans Libération, Victor Belin, président du jury du prix Goncourt des lycéens 2019, qualifie Les Choses humaines « d’œuvre marquante qu'il semble essentiel de lire à notre époque ». De plus, dans l'émission de radio de France Inter Le Masque et la Plume, les critiques littéraires Olivia de Lamberterie et Jean-Claude Raspiengeas qualifient le roman d'« intelligent » et vantent son aspect actuel et révélateur.
D’autres regrettent le style d’écriture du roman, « sans relief », selon Jérôme Langlois, qui trouve le scénario trop prévisible. La plupart des critiques reprochent à Karine Tuil de s’être emparée des actualités du mouvement #metoo et d’en tirer un roman plat, sans surprise dans le scénario ; c'est notamment le cas de Nelly Kapriélian, qui déclare que « cette façon de surfer à chaque fois sur l'air du temps, cela commence à devenir opportuniste ». Frédéric Beigbeder ajoute dans Le Masque et la Plume que le roman « est cliché [...] les personnages sont caricaturaux ».

## Éditions
- Éditions Gallimard, coll. « Blanche », 2019,  (ISBN 9782072729331)[17].
- Éditions Folio, coll. « Folio », 2021,  (ISBN 9782072921117)[18]
- Éditions Libra Diffusio, 2020,  (ISBN 978-2-37932-060-6)[19]

## Adaptation cinématographique
Yvan Attal écrit et réalise le long métrage Les Choses humaines qui a été présenté hors-compétition lors de la Mostra de Venise en septembre 2021.